# ویشواتس
ویشواتس (به صربی: Viševac) یک منطقهٔ مسکونی در صربستان است که در راچا واقع شده‌است. ویشواتس ۷۰۰ نفر جمعیت دارد.